# Xiaomi Redmi 2
Xiaomi Redmi 2 (chinois simplifié : 小米红米2), est un smartphone de la marque chinoise Xiaomi. il a été présenté le 4 janvier 2015 et est vendu pour 699 yuans (environ 113 $) soit 95 €. Équipé d'un écran IPS 1280*720 de 4,7" et d'un processeur Snapdragon 410 de chez Qualcomm.
Le 6 juillet 2015, Xiaomi annonce une baisse de prix du Redmi 2. Il passe de 699 yuans (environ 113 $) soit 95 € à 599 yuans (environ 96 $) soit 88 €.

## Redmi 2A
Le 17 décembre 2014, une certification provenant de la TENAA prouve l'authenticité d'un smartphone encore inconnu de la marque, il possède les mêmes caractéristiques techniques que le Redmi 2 à l'exception du processeur qui est remplacé par un Leadcore quad-core 1,6 GHz. Puis, le 16 janvier 2015, de nouvelles informations sont apparus confirmant l'arrivée imminente de ce smartphone, il serait à un prix de 499 Yuans (80 $), soit 69 € environ.
Le 31 mars 2015, Xiaomi a organisé une conférence au cours de laquelle un smartphone de la gamme « Redmi » a fait son apparition. Ce Redmi est en fait nommé « Redmi 2A » et proposera donc la fiche technique suivante :
- Processeur quadricoeur Leadcore L1860C (Cortex A7) cadencé à 1,5 GHz
- Puce Mali-T628 MP2
- 1 Go de mémoire RAM
- Capacité de stockage interne de 8 Go
- Caméra dorsale de 8 mégapixels
- Capteur frontal de 2 mégapixels
- Batterie 2 200 mAh
- MIUI 6 (Android 4.4 KitKat)
- 4G TD-LTE (fréquences chinoises seulement).

C'est donc ce Redmi légèrement modifié qui a été certifié par la TENAA. Il sera en vente dès avril 2015 pour 599 yuans (environ 97 $) soit 90 €, c'est le smartphone le moins cher jamais créé par la firme.
Le 8 juin 2015, la firme décide de baisser le prix de ce Redmi 2A. Il était proposé à l'origine à 599 yuans (environ 97 $) soit 90 € et est désormais proposé à 549 yuans (environ 86 $) soit 80 € environ. C'est le smartphone le moins chère de l'histoire de la firme.

## Redmi 2 Prime
Le 26 janvier 2015, Lei Jun confirme qu'une version améliorée du Redmi 2 est en préparation après qu'une certification par la TENAA a été divulguée. Cette version améliorée du Redmi 2 propose deux différences majeures : 2 Go de RAM au lieu d'1 Go pour la version standard et 16 Go de mémoire interne quand la version standard n'en possède que 8 Go. Ce n'est que le 11 février 2015 que le Redmi 2 nommé « Redmi 2 Enhanced Version » a été confirmé, il sera vendu entre le 13 et le 25 février 2015 à la période du nouvel an chinois pour l'équivalent de 799 yuans (environ 129 $) soit 118 €.
Le 8 juin 2015, la firme en a profité pour annoncer que le « Redmi 2 Enhanced Version » qui était disponible du 13 au 25 février 2015 et qui proposait 16 Go de mémoire interne et 2 Go de RAM est désormais disponible en vente dans le long terme à 799 yuans (environ 129 $) soit 118 €.
Depuis juillet 2015, Xiaomi baptise le « Redmi 2 Enhanced Version » en « Redmi 2 Prime ».